# Xã Luxemburg, Quận Stearns, Minnesota
Xã Luxemburg (tiếng Anh: Luxemburg Township) là một xã thuộc quận Stearns, tiểu bang Minnesota, Hoa Kỳ. Năm 2010, dân số của xã này là 637 người.